# Serie A 1986-1987
La Serie A 1986-1987 è stata l'85ª edizione della massima serie del campionato italiano di calcio (la 55ª a girone unico), disputata tra il 14 settembre 1986 e il 17 maggio 1987 e conclusa con la vittoria del Napoli, al suo primo titolo.
Capocannoniere del torneo è stato Pietro Paolo Virdis (Milan) con 17 reti.

## Stagione

### Novità
Ancor prima che il campionato avesse inizio, lo scandalo del Totonero-bis presentò il proprio conto. L'Udinese – scampata la retrocessione in Serie B – fu comunque penalizzata di 9 punti; il fatto intaccò anche la classifica del precedente campionato cadetto, allorché la mancata promozione del L.R. Vicenza, altrimenti qualificato sul campo, aprì la strada allo storico esordio in massima serie dell'Empoli. L'emissione delle sentenze si verificò ad agosto, pochi giorni prima della formulazione dei calendari per la nuova stagione.
La FIGC adottò vari criteri, come l'impossibilità – nel mese di settembre – di affrontarsi tra le squadre che erano impegnate nei primi turni delle coppe europee; i derby furono possibili soltanto dalla metà di ottobre in poi, e venne dedicata particolare attenzione ai turni di campionato posti in vicinanza degli incontri di coppa. Gli impegni della nazionale – che dopo il fallimentare mundial messicano era passata nelle mani di Azeglio Vicini – nelle eliminatorie per il campionato d'Europa 1988 richiesero quattro soste, alle date del 16 novembre e 7 dicembre 1986, e 25 gennaio e 15 febbraio 1987. Inoltre, il campionato rimase fermo il 28 dicembre e il 19 aprile per le festività natalizia e pasquale.

### Calciomercato

Da sinistra: Michel Platini, all'ultima stagione da calciatore, saluta il suo ex allenatore Giovanni Trapattoni passato nell'estate 1986, dopo un decennio alla Juventus, ai rivali dell'Inter.

Il nuovo Milan targato Berlusconi, dopo la cessione di Paolo Rossi al Verona, non badò al portafogli per tornare competitivo: si vestirono di rossonero il portiere Galli, prelevato dalla Fiorentina, e gli attaccanti Galderisi e Massaro, ma soprattutto la giovane ala Donadoni che il club meneghino soffiò alle mire della Juventus sborsando ben 11 miliardi di lire all'Atalanta. Proprio gli orobici scommisero in attacco su un Francis a fine carriera.
In casa bianconera si consumò l'addio di Trapattoni, messo sotto contratto dall'Inter; mentre i torinesi confermarono pressoché in toto la rosa che si era aggiudicata il precedente Scudetto, obiettivo che il nuovo tecnico Marchesi si prefissava di replicare, i nerazzurri investirono cifre ingenti sul mercato: dalla Fiorentina giunse il leader difensivo Passarella, mentre per il centrocampo e l'attacco furono presi rispettivamente Matteoli e Garlini.
A Firenze, persi due pilastri della retroguardia, fu perlomeno rimpolpato il settore avanzato con gli arrivi di Díaz e Di Chiara. La Sampdoria scommise su Boskov per la panchina, mentre i nuovi volti sul campo risultarono essere Cerezo e Briegel. La Roma abbassò l'età media del suo organico, grazie agli innesti di Baldieri e Agostini. Il Napoli, che confermò Bianchi in panchina, continuò nella progressiva opera di rafforzamento di questi anni tesserando Carnevale. Infine il Torino fece suo l'olandese Kieft dal retrocesso Pisa.

### Avvenimenti

#### Girone di andata

Il promettente fantasista viola Roberto Baggio debutta in questa stagione in Serie A, trovando il primo dei suoi 205 gol in massima categoria.

Si partì il 14 settembre 1986 con la sorprendente affermazione della matricola Empoli (che la settimana dopo si ritrovò in testa con la Juventus) sull'Inter. I bianconeri tentarono la fuga, mentre subito dietro il Napoli si limitò a inseguire; poi, il 9 novembre, nello scontro diretto giocato a Torino e con le due squadre appaiate in testa, gli azzurri s'imposero per 3-1. La squadra di Bianchi, che oltre alla classe di Maradona poteva contare sul contributo di giocatori come Bruscolotti, Bagni e il ritrovato Giordano, balzò così in testa alla classifica e mantenne il primo posto fino al termine del girone, resistendo anche al blitz dell'Inter che aveva temporaneamente agganciato i partenopei al quattordicesimo turno, per poi sciupare tutto perdendo a Verona l'11 gennaio 1987.
Nelle retrovie il Como si ritrovò in zona UEFA, mentre l'Udinese recuperò tutto lo svantaggio iniziale chiudendo il girone alla distanza di sei punti dal tredicesimo posto, l'ultimo utile alla salvezza; entrambe, con esiti alterni, non seppero tuttavia gestire le rispettive situazioni nella tornata conclusiva.

#### Girone di ritorno

Il milanista Pietro Paolo Virdis, miglior marcatore del torneo con 17 reti.

Il Napoli iniziò positivamente il girone di ritorno, vincendo quattro gare di fila e staccando il gruppo delle inseguitrici, che comprendeva ora anche Roma e Milan.
All'inizio di aprile i partenopei incapparono però in una serie negativa che permise all'Inter di avvicinarsi: i punti di distanza tra napoletani e milanesi rimasero due fino alle ultime giornate. L'Inter cercò l'aggancio, ma il 3 maggio cadde ad Ascoli Piceno, sicché al Napoli, che alla fine riuscì a dominare buona parte del campionato, bastò un pareggio per ipotecare lo scudetto, che arrivò sette giorni dopo al San Paolo grazie all'1-1 contro la Fiorentina, nella partita in cui Roberto Baggio segnò per i viola il suo primo gol in Serie A: Maradona, già campione del mondo con l'Argentina, diventò definitivamente un'icona per la città campana.
Nei 90' conclusivi la Juventus soffiò all'Inter il secondo posto, mentre capocannoniere fu il milanista Virdis, definitivamente esploso alla tardiva età di trent'anni. Fu questa l'ultima stagione da giocatore di Michel Platini, trascinatore dei bianconeri nel precedente lustro; per quanto ponderata nei mesi precedenti, risultò comunque inattesa la notizia del suo ritiro dal calcio giocato a soli trentadue anni, annunciata dal francese al termine dell'ultima partita di campionato.
In zona UEFA la corsa della Roma si fermò coi primi caldi primaverili: battuta dapprima a San Siro e poi a domicilio dalla Sampdoria di Vialli, dilapidò il vantaggio che a un certo punto le aveva consegnato la piazza d'onore della graduatoria. Furono proprio i liguri ad agganciare in extremis il Milan al quinto posto, l'ultimo utile per accedere alle coppe europee. I rossoneri, in svantaggio sui blucerchiati sia per gli scontri diretti che per la differenza reti generale, giovarono della modifica al regolamento che proprio in questa stagione aveva reintrodotto gli spareggi per assegnare i piazzamenti rilevanti del torneo: fu così un gol di Massaro allo scadere dei tempi supplementari, il 23 maggio sul neutro del Comunale di Torino, a premiare i meneghini riportandoli sul palcoscenico continentale a discapito dei genovesi. Assieme ai milanesi e ai succitati nerazzurri e bianconeri, raggiunse l'Europa anche il redivivo Verona di Osvaldo Bagnoli, quarto classificato.

Diego Armando Maradona in festa, il 10 maggio 1987, per il primo Scudetto del suo Napoli.

In coda non riuscì a evitare la retrocessione l'Udinese, che cadde nel finale. Vincendo a Como si salvò invece all'ultima giornata l'Empoli, che riuscì nell'obiettivo pur a fonte di uno spento attacco rimasto fermo a sole 13 reti, condannando al declassamento le lombarde Atalanta e Brescia battute, rispettivamente, sui campi di Fiorentina e Juventus; per i bergamaschi ci fu tuttavia un'inaspettata qualificazione in Coppa delle Coppe in quanto finalisti di Coppa Italia, vinta anch'essa dal Napoli scudettato e pertanto già qualificato in Coppa dei Campioni: gli orobici diventeranno così non solo l'unica società italiana di Serie B che abbia mai preso parte alle competizioni dell'UEFA, ma grazie a un brillante cammino stabiliranno il record di miglior squadra cadetta di tutto il continente mai apparsa nelle manifestazioni confederali.
Da segnalare infine i buoni campionati disputati da Avellino e Como, con i lariani tuttavia in fase calante nel girone di ritorno, nonché la bella rimonta dell'Ascoli in zona salvezza.

## Squadre partecipanti
| Club       | Stagione | Città         | Stadio                         | Stagione precedente           |
| ---------- | -------- | ------------- | ------------------------------ | ----------------------------- |
| Ascoli     | dettagli | Ascoli Piceno | Stadio Cino e Lillo Del Duca   | 1º posto in Serie B, promosso |
| Atalanta   | dettagli | Bergamo       | Stadio Comunale                | 8º posto in Serie A           |
| Avellino   | dettagli | Avellino      | Stadio Partenio                | 11º posto in Serie A          |
| Brescia    | dettagli | Brescia       | Stadio Mario Rigamonti         | 2º posto in Serie B, promosso |
| Como       | dettagli | Como          | Stadio Giuseppe Sinigaglia     | 9º posto in Serie A           |
| Empoli     | dettagli | Empoli        | Stadio Carlo Castellani        | 3º posto in Serie B, promosso |
| Fiorentina | dettagli | Firenze       | Stadio Comunale                | 5º posto in Serie A           |
| Inter      | dettagli | Milano        | Stadio Giuseppe Meazza         | 6º posto in Serie A           |
| Juventus   | dettagli | Torino        | Stadio Comunale Vittorio Pozzo | 1º posto in Serie A           |
| Milan      | dettagli | Milano        | Stadio Giuseppe Meazza         | 7º posto in Serie A           |
| Napoli     | dettagli | Napoli        | Stadio San Paolo               | 3º posto in Serie A           |
| Roma       | dettagli | Roma          | Stadio Olimpico                | 2º posto in Serie A           |
| Sampdoria  | dettagli | Genova        | Stadio Luigi Ferraris          | 12º posto in Serie A          |
| Torino     | dettagli | Torino        | Stadio Comunale Vittorio Pozzo | 4º posto in Serie A           |
| Udinese    | dettagli | Udine         | Stadio Friuli                  | 13º posto in Serie A          |
| Verona     | dettagli | Verona        | Stadio Marcantonio Bentegodi   | 10º posto in Serie A          |

## Allenatori e primatisti
| Squadra    | Allenatore                                                                                        | Calciatore più presente                                                          | Cannoniere                            |
| ---------- | ------------------------------------------------------------------------------------------------- | -------------------------------------------------------------------------------- | ------------------------------------- |
| Ascoli     | Aldo Sensibile (1ª-9ª) Ilario Castagner (10ª-30ª)                                                 | Andrea Pazzagli (29)                                                             | Massimo Barbuti (4)                   |
| Atalanta   | Nedo Sonetti                                                                                      | Ottorino Piotti (30)                                                             | Marino Magrin (7)                     |
| Avellino   | Luís Vinício                                                                                      | Angelo Alessio, Roberto Amodio, Nicola Di Leo (28)                               | Angelo Alessio, Dirceu (6)            |
| Brescia    | Bruno Giorgi                                                                                      | Franco Turchetta (30)                                                            | Tullio Gritti (7)                     |
| Como       | Emiliano Mondonico                                                                                | Mario Paradisi (30)                                                              | Salvatore Giunta (4)                  |
| Empoli     | Gaetano Salvemini                                                                                 | Giulio Drago (30)                                                                | Johnny Ekström (3)                    |
| Fiorentina | Eugenio Bersellini                                                                                | Marco Landucci (30)                                                              | Ramón Díaz (10)                       |
| Inter      | Giovanni Trapattoni                                                                               | Andrea Mandorlini, Gianfranco Matteoli (30)                                      | Alessandro Altobelli (11)             |
| Juventus   | Rino Marchesi                                                                                     | Luciano Favero, Stefano Tacconi (30)                                             | Aldo Serena (10)                      |
| Milan      | Nils Liedholm (1ª-25ª) Fabio Capello (26ª-30ª e spareggio)                                        | Agostino Di Bartolomei (30)                                                      | Pietro Paolo Virdis (17)              |
| Napoli     | Ottavio Bianchi                                                                                   | Moreno Ferrario, Claudio Garella, Diego Armando Maradona, Alessandro Renica (29) | Diego Armando Maradona (10)           |
| Roma       | Angelo Benedicto Sormani e Sven-Göran Eriksson (D.T.) (1ª-28ª) Angelo Benedicto Sormani (29ª-30ª) | Franco Tancredi (30)                                                             | Klaus Berggreen, Stefano Desideri (5) |
| Sampdoria  | Narciso Pezzotti e Vujadin Boškov (D.T.)                                                          | Guido Bistazzoni, Luca Fusi, Luca Pellegrini (30)                                | Gianluca Vialli (12)                  |
| Torino     | Luigi Radice                                                                                      | Giovanni Francini, Júnior (30)                                                   | Wim Kieft (8)                         |
| Udinese    | Giancarlo De Sisti                                                                                | Daniel Bertoni, Dino Galparoli (28)                                              | Francesco Graziani (7)                |
| Verona     | Osvaldo Bagnoli                                                                                   | Luigi De Agostini (30)                                                           | Preben Elkjær Larsen (8)              |

## Classifica finale
|  | Pos. | Squadra      | Pt | G  | V  | N  | P  | GF | GS | DR  |
|  | ---- | ------------ | -- | -- | -- | -- | -- | -- | -- | --- |
|  | 1.   | Napoli       | 42 | 30 | 15 | 12 | 3  | 41 | 21 | +20 |
|  | 2.   | Juventus     | 39 | 30 | 14 | 11 | 5  | 42 | 27 | +15 |
|  | 3.   | Inter        | 38 | 30 | 15 | 8  | 7  | 32 | 17 | +15 |
|  | 4.   | Verona       | 36 | 30 | 12 | 12 | 6  | 36 | 25 | +11 |
|  | 5.   | Milan        | 35 | 30 | 13 | 9  | 8  | 31 | 21 | +10 |
|  | 6.   | Sampdoria    | 35 | 30 | 13 | 9  | 8  | 37 | 21 | +16 |
|  | 7.   | Roma         | 33 | 30 | 12 | 9  | 9  | 37 | 31 | +6  |
|  | 8.   | Avellino     | 30 | 30 | 9  | 12 | 9  | 31 | 38 | -7  |
|  | 9.   | Torino       | 26 | 30 | 8  | 10 | 12 | 26 | 32 | -6  |
|  | 10.  | Como         | 26 | 30 | 5  | 16 | 9  | 16 | 20 | -4  |
|  | 11.  | Fiorentina   | 26 | 30 | 8  | 10 | 12 | 30 | 35 | -5  |
|  | 12.  | Ascoli       | 24 | 30 | 7  | 10 | 13 | 18 | 33 | -15 |
|  | 13.  | Empoli       | 23 | 30 | 8  | 7  | 15 | 13 | 33 | -20 |
|  | 14.  | Brescia      | 22 | 30 | 7  | 8  | 15 | 25 | 35 | -10 |
|  | 15.  | Atalanta     | 21 | 30 | 7  | 7  | 16 | 22 | 32 | -10 |
|  | 16.  | Udinese (-9) | 15 | 30 | 6  | 12 | 12 | 25 | 41 | -16 |

Legenda:
      Campione d'Italia e qualificato in Coppa dei Campioni 1987-1988.
      Qualificati in Coppa UEFA 1987-1988.
      Retrocessa in Serie B 1987-1988 e qualificata in Coppa delle Coppe 1987-1988.
      Retrocessi in Serie B 1987-1988.
Regolamento:
Due punti a vittoria, uno a pareggio, zero a sconfitta.
A parità di punti valeva la classifica avulsa, eccetto per l'assegnazione dello scudetto, dei posti salvezza-retrocessione e qualificazione-esclusione dalla Coppa UEFA per i quali era previsto uno spareggio.
Note:
L'Udinese ha scontato 9 punti di penalizzazione a causa degli sviluppi sul secondo Totonero.
Il Milan, a pari merito con la Sampdoria, ha ottenuto il quinto posto dopo lo spareggio con la formazione blucerchiata.
L'Atalanta è ammessa alla Coppa delle Coppe 1987-1988 in qualità di finalista perdente della Coppa Italia 1986-1987.

### Squadra campione
| Formazione tipo | Giocatori (presenze)        |
| --- | --------------------------- |
| Garella Renica Ferrario Volpecina De Napoli Romano Bagni Bruscolotti (Ferrara) Maradona Carnevale Giordano                                                       | Claudio Garella (29)        |
| Garella Renica Ferrario Volpecina De Napoli Romano Bagni Bruscolotti (Ferrara) Maradona Carnevale Giordano                                                       | Giuseppe Bruscolotti (25)   |
| Garella Renica Ferrario Volpecina De Napoli Romano Bagni Bruscolotti (Ferrara) Maradona Carnevale Giordano                                                       | Giuseppe Volpecina (25)     |
| Garella Renica Ferrario Volpecina De Napoli Romano Bagni Bruscolotti (Ferrara) Maradona Carnevale Giordano                                                       | Alessandro Renica (29)      |
| Garella Renica Ferrario Volpecina De Napoli Romano Bagni Bruscolotti (Ferrara) Maradona Carnevale Giordano                                                       | Moreno Ferrario (29)        |
| Garella Renica Ferrario Volpecina De Napoli Romano Bagni Bruscolotti (Ferrara) Maradona Carnevale Giordano                                                       | Fernando De Napoli (28)     |
| Garella Renica Ferrario Volpecina De Napoli Romano Bagni Bruscolotti (Ferrara) Maradona Carnevale Giordano                                                       | Francesco Romano (24)       |
| Garella Renica Ferrario Volpecina De Napoli Romano Bagni Bruscolotti (Ferrara) Maradona Carnevale Giordano                                                       | Salvatore Bagni (28)        |
| Garella Renica Ferrario Volpecina De Napoli Romano Bagni Bruscolotti (Ferrara) Maradona Carnevale Giordano                                                       | Diego Armando Maradona (29) |
| Garella Renica Ferrario Volpecina De Napoli Romano Bagni Bruscolotti (Ferrara) Maradona Carnevale Giordano                                                       | Bruno Giordano (26)         |
| Garella Renica Ferrario Volpecina De Napoli Romano Bagni Bruscolotti (Ferrara) Maradona Carnevale Giordano                                                       | Andrea Carnevale (27)       |
| Altri giocatori: Ciro Ferrara (28), Luigi Caffarelli (21), Luciano Sola (16), Ciro Muro (11), Raimondo Marino (4), Tebaldo Bigliardi (3), Raffaele Di Fusco (1). |                             |

## Risultati

### Tabellone
|            | ASC  | ATA  | AVE  | BRE  | COM  | EMP  | FIO  | INT  | JUV  | MIL  | NAP  | ROM  | SAM  | TOR  | UDI  | VER  |
| ---------- | ---- | ---- | ---- | ---- | ---- | ---- | ---- | ---- | ---- | ---- | ---- | ---- | ---- | ---- | ---- | ---- |
| Ascoli     | –––– | 2-1  | 0-1  | 0-0  | 0-0  | 0-1  | 0-1  | 1-0  | 0-5  | 1-0  | 1-1  | 1-1  | 0-1  | 1-1  | 1-0  | 0-1  |
| Atalanta   | 0-0  | –––– | 1-1  | 1-0  | 0-0  | 1-0  | 2-0  | 1-0  | 0-0  | 1-2  | 0-1  | 0-1  | 1-0  | 0-2  | 4-2  | 1-0  |
| Avellino   | 0-0  | 2-1  | –––– | 0-0  | 1-1  | 0-1  | 2-1  | 0-1  | 1-1  | 2-1  | 0-0  | 2-1  | 3-1  | 0-0  | 1-1  | 1-1  |
| Brescia    | 1-2  | 1-0  | 2-0  | –––– | 2-0  | 3-0  | 0-0  | 0-1  | 0-0  | 1-0  | 0-1  | 1-1  | 0-1  | 2-0  | 1-0  | 1-1  |
| Como       | 0-0  | 2-1  | 1-2  | 1-0  | –––– | 0-1  | 0-0  | 1-1  | 0-0  | 0-1  | 1-1  | 0-0  | 0-0  | 1-1  | 3-1  | 1-1  |
| Empoli     | 1-0  | 0-0  | 0-1  | 0-0  | 0-0  | –––– | 1-0  | 1-0  | 0-1  | 0-3  | 0-0  | 1-3  | 0-0  | 2-0  | 0-0  | 1-0  |
| Fiorentina | 2-1  | 1-0  | 2-0  | 4-3  | 1-2  | 1-1  | –––– | 0-1  | 1-1  | 2-2  | 3-1  | 2-1  | 2-0  | 0-0  | 0-1  | 0-1  |
| Inter      | 3-0  | 1-0  | 0-0  | 4-0  | 1-0  | 2-1  | 1-0  | –––– | 2-1  | 1-2  | 1-0  | 4-1  | 1-0  | 2-1  | 2-0  | 0-0  |
| Juventus   | 2-2  | 2-0  | 3-0  | 3-2  | 1-0  | 3-0  | 1-0  | 1-1  | –––– | 0-0  | 1-3  | 2-0  | 2-1  | 1-0  | 2-1  | 2-1  |
| Milan      | 0-1  | 2-1  | 2-0  | 2-0  | 0-0  | 1-0  | 3-0  | 0-0  | 1-1  | –––– | 0-0  | 4-1  | 0-2  | 1-0  | 0-0  | 1-0  |
| Napoli     | 3-0  | 2-2  | 3-0  | 2-1  | 2-1  | 4-0  | 1-1  | 0-0  | 2-1  | 2-1  | –––– | 0-0  | 1-1  | 3-1  | 1-1  | 0-0  |
| Roma       | 1-1  | 4-2  | 3-0  | 2-1  | 0-0  | 2-1  | 1-1  | 1-0  | 3-0  | 1-2  | 0-1  | –––– | 0-3  | 1-0  | 4-0  | 0-0  |
| Sampdoria  | 1-0  | 1-0  | 2-2  | 2-0  | 0-1  | 3-0  | 3-1  | 3-1  | 4-1  | 3-0  | 1-2  | 0-0  | –––– | 3-0  | 0-0  | 0-0  |
| Torino     | 0-2  | 0-0  | 4-1  | 2-2  | 1-0  | 1-0  | 2-1  | 0-0  | 1-1  | 0-0  | 0-1  | 0-2  | 2-0  | –––– | 3-1  | 2-1  |
| Udinese    | 3-0  | 1-0  | 2-6  | 1-0  | 0-0  | 3-0  | 1-1  | 0-0  | 0-2  | 0-0  | 0-3  | 2-1  | 0-0  | 1-1  | –––– | 2-2  |
| Verona     | 2-1  | 2-1  | 2-2  | 4-1  | 1-0  | 1-0  | 2-2  | 2-1  | 1-1  | 1-0  | 3-0  | 0-1  | 1-1  | 2-1  | 3-1  | –––– |

### Calendario
| andata (1ª) | andata (1ª) | 1ª giornata         | ritorno (16ª) | ritorno (16ª) |
|             |             |                     |               |               |
| 14 set.     | 2-1         | Avellino-Fiorentina | 0-2           | 18 gen.       |
| 14 set.     | 0-1         | Brescia-Napoli      | 1-2           | 18 gen.       |
| 14 set.     | 1-0         | Empoli-Inter        | 1-2           | 18 gen.       |
| 14 set.     | 0-1         | Milan-Ascoli        | 0-1           | 18 gen.       |
| 14 set.     | 0-0         | Roma-Como           | 0-0           | 18 gen.       |
| 14 set.     | 1-0         | Sampdoria-Atalanta  | 0-1           | 18 gen.       |
| 14 set.     | 2-1         | Torino-Verona       | 1-2           | 18 gen.       |
| 14 set.     | 0-2         | Udinese-Juventus    | 1-2           | 18 gen.       |

| andata (2ª) | andata (2ª) | 2ª giornata          | ritorno (17ª) | ritorno (17ª) |
|             |             |                      |               |               |
| 21 set.     | 0-1         | Ascoli-Empoli        | 0-1           | 1º feb.       |
| 21 set.     | 0-1         | Atalanta-Roma        | 2-4           | 1º feb.       |
| 21 set.     | 1-1         | Como-Torino          | 0-1           | 1º feb.       |
| 21 set.     | 2-0         | Fiorentina-Sampdoria | 1-3           | 1º feb.       |
| 21 set.     | 4-0         | Inter-Brescia        | 1-0           | 1º feb.       |
| 21 set.     | 3-0         | Juventus-Avellino    | 1-1           | 1º feb.       |
| 21 set.     | 1-1         | Napoli-Udinese       | 3-0           | 1º feb.       |
| 21 set.     | 1-0         | Verona-Milan         | 0-1           | 1º feb.       |

| andata (1ª) | andata (1ª) | 1ª giornata         | ritorno (16ª) | ritorno (16ª) |
|             |             |                     |               |               |
| 14 set.     | 2-1         | Avellino-Fiorentina | 0-2           | 18 gen.       |
| 14 set.     | 0-1         | Brescia-Napoli      | 1-2           | 18 gen.       |
| 14 set.     | 1-0         | Empoli-Inter        | 1-2           | 18 gen.       |
| 14 set.     | 0-1         | Milan-Ascoli        | 0-1           | 18 gen.       |
| 14 set.     | 0-0         | Roma-Como           | 0-0           | 18 gen.       |
| 14 set.     | 1-0         | Sampdoria-Atalanta  | 0-1           | 18 gen.       |
| 14 set.     | 2-1         | Torino-Verona       | 1-2           | 18 gen.       |
| 14 set.     | 0-2         | Udinese-Juventus    | 1-2           | 18 gen.       |

| andata (2ª) | andata (2ª) | 2ª giornata          | ritorno (17ª) | ritorno (17ª) |
|             |             |                      |               |               |
| 21 set.     | 0-1         | Ascoli-Empoli        | 0-1           | 1º feb.       |
| 21 set.     | 0-1         | Atalanta-Roma        | 2-4           | 1º feb.       |
| 21 set.     | 1-1         | Como-Torino          | 0-1           | 1º feb.       |
| 21 set.     | 2-0         | Fiorentina-Sampdoria | 1-3           | 1º feb.       |
| 21 set.     | 4-0         | Inter-Brescia        | 1-0           | 1º feb.       |
| 21 set.     | 3-0         | Juventus-Avellino    | 1-1           | 1º feb.       |
| 21 set.     | 1-1         | Napoli-Udinese       | 3-0           | 1º feb.       |
| 21 set.     | 1-0         | Verona-Milan         | 0-1           | 1º feb.       |

| andata (3ª) | andata (3ª) | 3ª giornata        | ritorno (18ª) | ritorno (18ª) |
|             |             |                    |               |               |
| 28 set.     | 0-0         | Avellino-Napoli    | 0-3           | 8 feb.        |
| 28 set.     | 0-0         | Brescia-Fiorentina | 3-4           | 8 feb.        |
| 28 set.     | 0-1         | Empoli-Juventus    | 0-3           | 8 feb.        |
| 28 set.     | 2-1         | Milan-Atalanta     | 2-1           | 8 feb.        |
| 28 set.     | 0-0         | Roma-Verona        | 1-0           | 8 feb.        |
| 28 set.     | 0-1         | Sampdoria-Como     | 0-0           | 8 feb.        |
| 28 set.     | 0-2         | Torino-Ascoli      | 1-1           | 8 feb.        |
| 28 set.     | 0-0         | Udinese-Inter      | 0-2           | 8 feb.        |

| andata (4ª) | andata (4ª) | 4ª giornata        | ritorno (19ª) | ritorno (19ª) |
|             |             |                    |               |               |
| 5 ott.      | 0-1         | Ascoli-Avellino    | 0-0           | 22 feb.       |
| 5 ott.      | 1-0         | Atalanta-Empoli    | 0-0           | 22 feb.       |
| 5 ott.      | 1-0         | Como-Brescia       | 0-2           | 22 feb.       |
| 5 ott.      | 0-1         | Fiorentina-Udinese | 1-1           | 22 feb.       |
| 5 ott.      | 4-1         | Inter-Roma         | 0-1           | 22 feb.       |
| 5 ott.      | 0-0         | Juventus-Milan     | 1-1           | 22 feb.       |
| 5 ott.      | 3-1         | Napoli-Torino      | 1-0           | 22 feb.       |
| 5 ott.      | 1-1         | Verona-Sampdoria   | 0-0           | 22 feb.       |

| andata (3ª) | andata (3ª) | 3ª giornata        | ritorno (18ª) | ritorno (18ª) |
|             |             |                    |               |               |
| 28 set.     | 0-0         | Avellino-Napoli    | 0-3           | 8 feb.        |
| 28 set.     | 0-0         | Brescia-Fiorentina | 3-4           | 8 feb.        |
| 28 set.     | 0-1         | Empoli-Juventus    | 0-3           | 8 feb.        |
| 28 set.     | 2-1         | Milan-Atalanta     | 2-1           | 8 feb.        |
| 28 set.     | 0-0         | Roma-Verona        | 1-0           | 8 feb.        |
| 28 set.     | 0-1         | Sampdoria-Como     | 0-0           | 8 feb.        |
| 28 set.     | 0-2         | Torino-Ascoli      | 1-1           | 8 feb.        |
| 28 set.     | 0-0         | Udinese-Inter      | 0-2           | 8 feb.        |

| andata (4ª) | andata (4ª) | 4ª giornata        | ritorno (19ª) | ritorno (19ª) |
|             |             |                    |               |               |
| 5 ott.      | 0-1         | Ascoli-Avellino    | 0-0           | 22 feb.       |
| 5 ott.      | 1-0         | Atalanta-Empoli    | 0-0           | 22 feb.       |
| 5 ott.      | 1-0         | Como-Brescia       | 0-2           | 22 feb.       |
| 5 ott.      | 0-1         | Fiorentina-Udinese | 1-1           | 22 feb.       |
| 5 ott.      | 4-1         | Inter-Roma         | 0-1           | 22 feb.       |
| 5 ott.      | 0-0         | Juventus-Milan     | 1-1           | 22 feb.       |
| 5 ott.      | 3-1         | Napoli-Torino      | 1-0           | 22 feb.       |
| 5 ott.      | 1-1         | Verona-Sampdoria   | 0-0           | 22 feb.       |

| andata (5ª) | andata (5ª) | 5ª giornata         | ritorno (20ª) | ritorno (20ª) |
|             |             |                     |               |               |
| 12 ott.     | 0-0         | Atalanta-Ascoli     | 1-2           | 1º mar.       |
| 12 ott.     | 1-1         | Avellino-Como       | 2-1           | 1º mar.       |
| 12 ott.     | 1-1         | Fiorentina-Juventus | 0-1           | 1º mar.       |
| 12 ott.     | 0-0         | Milan-Inter         | 2-1           | 1º mar.       |
| 12 ott.     | 2-1         | Roma-Brescia        | 1-1           | 1º mar.       |
| 12 ott.     | 1-2         | Sampdoria-Napoli    | 1-1           | 1º mar.       |
| 12 ott.     | 1-0         | Torino-Empoli       | 0-2           | 1º mar.       |
| 12 ott.     | 2-2         | Udinese-Verona      | 1-3           | 1º mar.       |

| andata (6ª) | andata (6ª) | 6ª giornata     | ritorno (21ª) | ritorno (21ª) |
|             |             |                 |               |               |
| 19 ott.     | 0-5         | Ascoli-Juventus | 2-2           | 8 mar.        |
| 19 ott.     | 1-0         | Brescia-Udinese | 0-1           | 8 mar.        |
| 19 ott.     | 0-0         | Como-Fiorentina | 2-1           | 8 mar.        |
| 19 ott.     | 0-3         | Empoli-Milan    | 0-1           | 8 mar.        |
| 19 ott.     | 1-0         | Inter-Sampdoria | 1-3           | 8 mar.        |
| 19 ott.     | 2-2         | Napoli-Atalanta | 1-0           | 8 mar.        |
| 19 ott.     | 0-2         | Torino-Roma     | 0-1           | 8 mar.        |
| 19 ott.     | 2-2         | Verona-Avellino | 1-1           | 8 mar.        |

| andata (5ª) | andata (5ª) | 5ª giornata         | ritorno (20ª) | ritorno (20ª) |
|             |             |                     |               |               |
| 12 ott.     | 0-0         | Atalanta-Ascoli     | 1-2           | 1º mar.       |
| 12 ott.     | 1-1         | Avellino-Como       | 2-1           | 1º mar.       |
| 12 ott.     | 1-1         | Fiorentina-Juventus | 0-1           | 1º mar.       |
| 12 ott.     | 0-0         | Milan-Inter         | 2-1           | 1º mar.       |
| 12 ott.     | 2-1         | Roma-Brescia        | 1-1           | 1º mar.       |
| 12 ott.     | 1-2         | Sampdoria-Napoli    | 1-1           | 1º mar.       |
| 12 ott.     | 1-0         | Torino-Empoli       | 0-2           | 1º mar.       |
| 12 ott.     | 2-2         | Udinese-Verona      | 1-3           | 1º mar.       |

| andata (6ª) | andata (6ª) | 6ª giornata     | ritorno (21ª) | ritorno (21ª) |
|             |             |                 |               |               |
| 19 ott.     | 0-5         | Ascoli-Juventus | 2-2           | 8 mar.        |
| 19 ott.     | 1-0         | Brescia-Udinese | 0-1           | 8 mar.        |
| 19 ott.     | 0-0         | Como-Fiorentina | 2-1           | 8 mar.        |
| 19 ott.     | 0-3         | Empoli-Milan    | 0-1           | 8 mar.        |
| 19 ott.     | 1-0         | Inter-Sampdoria | 1-3           | 8 mar.        |
| 19 ott.     | 2-2         | Napoli-Atalanta | 1-0           | 8 mar.        |
| 19 ott.     | 0-2         | Torino-Roma     | 0-1           | 8 mar.        |
| 19 ott.     | 2-2         | Verona-Avellino | 1-1           | 8 mar.        |

| andata (7ª) | andata (7ª) | 7ª giornata       | ritorno (22ª) | ritorno (22ª) |
|             |             |                   |               |               |
| 26 ott.     | 0-0         | Ascoli-Como       | 0-0           | 15 mar.       |
| 26 ott.     | 0-2         | Atalanta-Torino   | 0-0           | 15 mar.       |
| 26 ott.     | 1-1         | Avellino-Udinese  | 6-2           | 15 mar.       |
| 26 ott.     | 0-1         | Fiorentina-Verona | 2-2           | 15 mar.       |
| 26 ott.     | 1-1         | Juventus-Inter    | 1-2           | 15 mar.       |
| 26 ott.     | 2-0         | Milan-Brescia     | 0-1           | 15 mar.       |
| 26 ott.     | 0-1         | Roma-Napoli       | 0-0           | 15 mar.       |
| 26 ott.     | 3-0         | Sampdoria-Empoli  | 0-0           | 15 mar.       |

| andata (8ª) | andata (8ª) | 8ª giornata       | ritorno (23ª) | ritorno (23ª) |
|             |             |                   |               |               |
| 2 nov.      | 0-1         | Brescia-Sampdoria | 0-2           | 22 mar.       |
| 2 nov.      | 0-0         | Como-Juventus     | 0-1           | 22 mar.       |
| 2 nov.      | 1-3         | Empoli-Roma       | 1-2           | 22 mar.       |
| 2 nov.      | 3-0         | Milan-Fiorentina  | 2-2           | 22 mar.       |
| 2 nov.      | 0-0         | Napoli-Inter      | 0-1           | 22 mar.       |
| 2 nov.      | 4-1         | Torino-Avellino   | 0-0           | 22 mar.       |
| 2 nov.      | 3-0         | Udinese-Ascoli    | 0-1           | 22 mar.       |
| 2 nov.      | 2-1         | Verona-Atalanta   | 0-1           | 22 mar.       |

| andata (7ª) | andata (7ª) | 7ª giornata       | ritorno (22ª) | ritorno (22ª) |
|             |             |                   |               |               |
| 26 ott.     | 0-0         | Ascoli-Como       | 0-0           | 15 mar.       |
| 26 ott.     | 0-2         | Atalanta-Torino   | 0-0           | 15 mar.       |
| 26 ott.     | 1-1         | Avellino-Udinese  | 6-2           | 15 mar.       |
| 26 ott.     | 0-1         | Fiorentina-Verona | 2-2           | 15 mar.       |
| 26 ott.     | 1-1         | Juventus-Inter    | 1-2           | 15 mar.       |
| 26 ott.     | 2-0         | Milan-Brescia     | 0-1           | 15 mar.       |
| 26 ott.     | 0-1         | Roma-Napoli       | 0-0           | 15 mar.       |
| 26 ott.     | 3-0         | Sampdoria-Empoli  | 0-0           | 15 mar.       |

| andata (8ª) | andata (8ª) | 8ª giornata       | ritorno (23ª) | ritorno (23ª) |
|             |             |                   |               |               |
| 2 nov.      | 0-1         | Brescia-Sampdoria | 0-2           | 22 mar.       |
| 2 nov.      | 0-0         | Como-Juventus     | 0-1           | 22 mar.       |
| 2 nov.      | 1-3         | Empoli-Roma       | 1-2           | 22 mar.       |
| 2 nov.      | 3-0         | Milan-Fiorentina  | 2-2           | 22 mar.       |
| 2 nov.      | 0-0         | Napoli-Inter      | 0-1           | 22 mar.       |
| 2 nov.      | 4-1         | Torino-Avellino   | 0-0           | 22 mar.       |
| 2 nov.      | 3-0         | Udinese-Ascoli    | 0-1           | 22 mar.       |
| 2 nov.      | 2-1         | Verona-Atalanta   | 0-1           | 22 mar.       |

| andata (9ª) | andata (9ª) | 9ª giornata       | ritorno (24ª) | ritorno (24ª) |
|             |             |                   |               |               |
| 9 nov.      | 0-1         | Ascoli-Fiorentina | 1-2           | 29 mar.       |
| 9 nov.      | 0-0         | Atalanta-Como     | 1-2           | 29 mar.       |
| 9 nov.      | 0-0         | Avellino-Brescia  | 0-2           | 29 mar.       |
| 9 nov.      | 1-0         | Empoli-Verona     | 0-1           | 29 mar.       |
| 9 nov.      | 2-1         | Inter-Torino      | 0-0           | 29 mar.       |
| 9 nov.      | 1-3         | Juventus-Napoli   | 1-2           | 29 mar.       |
| 9 nov.      | 4-0         | Roma-Udinese      | 1-2           | 29 mar.       |
| 9 nov.      | 3-0         | Sampdoria-Milan   | 2-0           | 29 mar.       |

| andata (10ª) | andata (10ª) | 10ª giornata      | ritorno (25ª) | ritorno (25ª) |
|              |              |                   |               |               |
| 23 nov.      | 2-0          | Brescia-Torino    | 2-2           | 5 apr.        |
| 23 nov.      | 1-1          | Como-Inter        | 0-1           | 5 apr.        |
| 23 nov.      | 2-1          | Fiorentina-Roma   | 1-1           | 5 apr.        |
| 23 nov.      | 2-0          | Juventus-Atalanta | 0-0           | 5 apr.        |
| 23 nov.      | 2-0          | Milan-Avellino    | 1-2           | 5 apr.        |
| 23 nov.      | 4-0          | Napoli-Empoli     | 0-0           | 5 apr.        |
| 23 nov.      | 0-0          | Udinese-Sampdoria | 0-0           | 5 apr.        |
| 23 nov.      | 2-1          | Verona-Ascoli     | 1-0           | 5 apr.        |

| andata (9ª) | andata (9ª) | 9ª giornata       | ritorno (24ª) | ritorno (24ª) |
|             |             |                   |               |               |
| 9 nov.      | 0-1         | Ascoli-Fiorentina | 1-2           | 29 mar.       |
| 9 nov.      | 0-0         | Atalanta-Como     | 1-2           | 29 mar.       |
| 9 nov.      | 0-0         | Avellino-Brescia  | 0-2           | 29 mar.       |
| 9 nov.      | 1-0         | Empoli-Verona     | 0-1           | 29 mar.       |
| 9 nov.      | 2-1         | Inter-Torino      | 0-0           | 29 mar.       |
| 9 nov.      | 1-3         | Juventus-Napoli   | 1-2           | 29 mar.       |
| 9 nov.      | 4-0         | Roma-Udinese      | 1-2           | 29 mar.       |
| 9 nov.      | 3-0         | Sampdoria-Milan   | 2-0           | 29 mar.       |

| andata (10ª) | andata (10ª) | 10ª giornata      | ritorno (25ª) | ritorno (25ª) |
|              |              |                   |               |               |
| 23 nov.      | 2-0          | Brescia-Torino    | 2-2           | 5 apr.        |
| 23 nov.      | 1-1          | Como-Inter        | 0-1           | 5 apr.        |
| 23 nov.      | 2-1          | Fiorentina-Roma   | 1-1           | 5 apr.        |
| 23 nov.      | 2-0          | Juventus-Atalanta | 0-0           | 5 apr.        |
| 23 nov.      | 2-0          | Milan-Avellino    | 1-2           | 5 apr.        |
| 23 nov.      | 4-0          | Napoli-Empoli     | 0-0           | 5 apr.        |
| 23 nov.      | 0-0          | Udinese-Sampdoria | 0-0           | 5 apr.        |
| 23 nov.      | 2-1          | Verona-Ascoli     | 1-0           | 5 apr.        |

| andata (11ª) | andata (11ª) | 11ª giornata      | ritorno (26ª) | ritorno (26ª) |
|              |              |                   |               |               |
| 30 nov.      | 1-0          | Atalanta-Brescia  | 0-1           | 12 apr.       |
| 30 nov.      | 3-1          | Como-Udinese      | 0-0           | 12 apr.       |
| 30 nov.      | 1-0          | Empoli-Fiorentina | 1-1           | 12 apr.       |
| 30 nov.      | 0-0          | Inter-Avellino    | 1-0           | 12 apr.       |
| 30 nov.      | 0-0          | Napoli-Verona     | 0-3           | 12 apr.       |
| 30 nov.      | 3-0          | Roma-Juventus     | 0-2           | 12 apr.       |
| 30 nov.      | 1-0          | Sampdoria-Ascoli  | 1-0           | 12 apr.       |
| 30 nov.      | 0-0          | Torino-Milan      | 0-1           | 12 apr.       |

| andata (12ª) | andata (12ª) | 12ª giornata       | ritorno (27ª) | ritorno (27ª) |
|              |              |                    |               |               |
| 14 dic.      | 1-1          | Ascoli-Roma        | 1-1           | 26 apr.       |
| 14 dic.      | 3-1          | Avellino-Sampdoria | 2-2           | 26 apr.       |
| 14 dic.      | 3-0          | Brescia-Empoli     | 0-0           | 26 apr.       |
| 14 dic.      | 0-1          | Fiorentina-Inter   | 0-1           | 26 apr.       |
| 14 dic.      | 1-0          | Juventus-Torino    | 1-1           | 26 apr.       |
| 14 dic.      | 0-0          | Milan-Napoli       | 1-2           | 26 apr.       |
| 14 dic.      | 1-0          | Udinese-Atalanta   | 2-4           | 26 apr.       |
| 14 dic.      | 1-0          | Verona-Como        | 1-1           | 26 apr.       |

| andata (11ª) | andata (11ª) | 11ª giornata      | ritorno (26ª) | ritorno (26ª) |
|              |              |                   |               |               |
| 30 nov.      | 1-0          | Atalanta-Brescia  | 0-1           | 12 apr.       |
| 30 nov.      | 3-1          | Como-Udinese      | 0-0           | 12 apr.       |
| 30 nov.      | 1-0          | Empoli-Fiorentina | 1-1           | 12 apr.       |
| 30 nov.      | 0-0          | Inter-Avellino    | 1-0           | 12 apr.       |
| 30 nov.      | 0-0          | Napoli-Verona     | 0-3           | 12 apr.       |
| 30 nov.      | 3-0          | Roma-Juventus     | 0-2           | 12 apr.       |
| 30 nov.      | 1-0          | Sampdoria-Ascoli  | 1-0           | 12 apr.       |
| 30 nov.      | 0-0          | Torino-Milan      | 0-1           | 12 apr.       |

| andata (12ª) | andata (12ª) | 12ª giornata       | ritorno (27ª) | ritorno (27ª) |
|              |              |                    |               |               |
| 14 dic.      | 1-1          | Ascoli-Roma        | 1-1           | 26 apr.       |
| 14 dic.      | 3-1          | Avellino-Sampdoria | 2-2           | 26 apr.       |
| 14 dic.      | 3-0          | Brescia-Empoli     | 0-0           | 26 apr.       |
| 14 dic.      | 0-1          | Fiorentina-Inter   | 0-1           | 26 apr.       |
| 14 dic.      | 1-0          | Juventus-Torino    | 1-1           | 26 apr.       |
| 14 dic.      | 0-0          | Milan-Napoli       | 1-2           | 26 apr.       |
| 14 dic.      | 1-0          | Udinese-Atalanta   | 2-4           | 26 apr.       |
| 14 dic.      | 1-0          | Verona-Como        | 1-1           | 26 apr.       |

| andata (13ª) | andata (13ª) | 13ª giornata       | ritorno (28ª) | ritorno (28ª) |
|              |              |                    |               |               |
| 21 dic.      | 1-1          | Atalanta-Avellino  | 1-2           | 3 mag.        |
| 21 dic.      | 1-1          | Brescia-Verona     | 1-4           | 3 mag.        |
| 21 dic.      | 0-0          | Empoli-Udinese     | 0-3           | 3 mag.        |
| 21 dic.      | 3-0          | Inter-Ascoli       | 0-1           | 3 mag.        |
| 21 dic.      | 2-1          | Napoli-Como        | 1-1           | 3 mag.        |
| 21 dic.      | 1-2          | Roma-Milan         | 1-4           | 3 mag.        |
| 21 dic.      | 4-1          | Sampdoria-Juventus | 1-2           | 3 mag.        |
| 21 dic.      | 2-1          | Torino-Fiorentina  | 0-0           | 3 mag.        |

| andata (14ª) | andata (14ª) | 14ª giornata      | ritorno (29ª) | ritorno (29ª) |
|              |              |                   |               |               |
| 4 gen.       | 0-0          | Ascoli-Brescia    | 2-1           | 10 mag.       |
| 4 gen.       | 0-1          | Avellino-Empoli   | 1-0           | 10 mag.       |
| 4 gen.       | 0-1          | Como-Milan        | 0-0           | 10 mag.       |
| 4 gen.       | 3-1          | Fiorentina-Napoli | 1-1           | 10 mag.       |
| 4 gen.       | 1-0          | Inter-Atalanta    | 0-1           | 10 mag.       |
| 4 gen.       | 2-1          | Juventus-Verona   | 1-1           | 10 mag.       |
| 4 gen.       | 0-0          | Sampdoria-Roma    | 3-0           | 10 mag.       |
| 4 gen.       | 1-1          | Udinese-Torino    | 1-3           | 10 mag.       |

| andata (13ª) | andata (13ª) | 13ª giornata       | ritorno (28ª) | ritorno (28ª) |
|              |              |                    |               |               |
| 21 dic.      | 1-1          | Atalanta-Avellino  | 1-2           | 3 mag.        |
| 21 dic.      | 1-1          | Brescia-Verona     | 1-4           | 3 mag.        |
| 21 dic.      | 0-0          | Empoli-Udinese     | 0-3           | 3 mag.        |
| 21 dic.      | 3-0          | Inter-Ascoli       | 0-1           | 3 mag.        |
| 21 dic.      | 2-1          | Napoli-Como        | 1-1           | 3 mag.        |
| 21 dic.      | 1-2          | Roma-Milan         | 1-4           | 3 mag.        |
| 21 dic.      | 4-1          | Sampdoria-Juventus | 1-2           | 3 mag.        |
| 21 dic.      | 2-1          | Torino-Fiorentina  | 0-0           | 3 mag.        |

| andata (14ª) | andata (14ª) | 14ª giornata      | ritorno (29ª) | ritorno (29ª) |
|              |              |                   |               |               |
| 4 gen.       | 0-0          | Ascoli-Brescia    | 2-1           | 10 mag.       |
| 4 gen.       | 0-1          | Avellino-Empoli   | 1-0           | 10 mag.       |
| 4 gen.       | 0-1          | Como-Milan        | 0-0           | 10 mag.       |
| 4 gen.       | 3-1          | Fiorentina-Napoli | 1-1           | 10 mag.       |
| 4 gen.       | 1-0          | Inter-Atalanta    | 0-1           | 10 mag.       |
| 4 gen.       | 2-1          | Juventus-Verona   | 1-1           | 10 mag.       |
| 4 gen.       | 0-0          | Sampdoria-Roma    | 3-0           | 10 mag.       |
| 4 gen.       | 1-1          | Udinese-Torino    | 1-3           | 10 mag.       |

| \| andata (15ª) \| andata (15ª) \| 15ª giornata \| ritorno (30ª) \| ritorno (30ª) \| \| \| \| \| \| \| \| 11 gen. \| 2-0 \| Atalanta-Fiorentina \| 0-1 \| 17 mag. \| \| 11 gen. \| 0-0 \| Brescia-Juventus \| 2-3 \| 17 mag. \| \| 11 gen. \| 0-0 \| Empoli-Como \| 1-0 \| 17 mag. \| \| 11 gen. \| 0-0 \| Milan-Udinese \| 0-0 \| 17 mag. \| \| 11 gen. \| 3-0 \| Napoli-Ascoli \| 1-1 \| 17 mag. \| \| 11 gen. \| 3-0 \| Roma-Avellino \| 1-2 \| 17 mag. \| \| 11 gen. \| 2-0 \| Torino-Sampdoria \| 0-3 \| 17 mag. \| \| 11 gen. \| 2-1 \| Verona-Inter \| 0-0 \| 17 mag. \| |              |                     |               |               |
| andata (15ª) | andata (15ª) | 15ª giornata        | ritorno (30ª) | ritorno (30ª) |
| |              |                     |               |               |
| 11 gen. | 2-0          | Atalanta-Fiorentina | 0-1           | 17 mag.       |
| 11 gen. | 0-0          | Brescia-Juventus    | 2-3           | 17 mag.       |
| 11 gen. | 0-0          | Empoli-Como         | 1-0           | 17 mag.       |
| 11 gen. | 0-0          | Milan-Udinese       | 0-0           | 17 mag.       |
| 11 gen. | 3-0          | Napoli-Ascoli       | 1-1           | 17 mag.       |
| 11 gen. | 3-0          | Roma-Avellino       | 1-2           | 17 mag.       |
| 11 gen. | 2-0          | Torino-Sampdoria    | 0-3           | 17 mag.       |
| 11 gen. | 2-1          | Verona-Inter        | 0-0           | 17 mag.       |

| andata (15ª) | andata (15ª) | 15ª giornata        | ritorno (30ª) | ritorno (30ª) |
|              |              |                     |               |               |
| 11 gen.      | 2-0          | Atalanta-Fiorentina | 0-1           | 17 mag.       |
| 11 gen.      | 0-0          | Brescia-Juventus    | 2-3           | 17 mag.       |
| 11 gen.      | 0-0          | Empoli-Como         | 1-0           | 17 mag.       |
| 11 gen.      | 0-0          | Milan-Udinese       | 0-0           | 17 mag.       |
| 11 gen.      | 3-0          | Napoli-Ascoli       | 1-1           | 17 mag.       |
| 11 gen.      | 3-0          | Roma-Avellino       | 1-2           | 17 mag.       |
| 11 gen.      | 2-0          | Torino-Sampdoria    | 0-3           | 17 mag.       |
| 11 gen.      | 2-1          | Verona-Inter        | 0-0           | 17 mag.       |

## Spareggi

### Spareggio per l'ammissione in Coppa UEFA
Fonti
|       | Risultati |           | Luogo e data           |
| ----- | --------- | --------- | ---------------------- |
| Milan | 1-0 (dts) | Sampdoria | Torino, 23 maggio 1987 |
|       |           |           |                        |

## Statistiche

### Squadre

#### Capoliste solitarie
|    | —— | ——   | ——   | —— | ——  | —— | —— | ——     | ——     | ——     | ——     | ——     | ——  | ——     | ——     | ——     | ——     | ——     | ——     | ——     | ——     | ——     | ——     | ——     | ——     | ——     | ——     | ——     | ——     | —— |  |
|    |    | Juve | Juve |    | Juv |    |    | Napoli | Napoli | Napoli | Napoli | Napoli |     | Napoli | Napoli | Napoli | Napoli | Napoli | Napoli | Napoli | Napoli | Napoli | Napoli | Napoli | Napoli | Napoli | Napoli | Napoli | Napoli |    |  |
|    |    |      |      |    |     |    |    |        |        |        |        |        |     |        |        |        |        |        |        |        |        |        |        |        |        |        |        |        |        |    |  |
|    |    |      |      |    |     |    |    |        |        |        |        |        |     |        |        |        |        |        |        |        |        |        |        |        |        |        |        |        |        |    |  |
| 1ª | 2ª | 3ª   | 4ª   | 5ª | 6ª  | 7ª | 8ª | 9ª     | 10ª    | 11ª    | 12ª    | 13ª    | 14ª | 15ª    | 16ª    | 17ª    | 18ª    | 19ª    | 20ª    | 21ª    | 22ª    | 23ª    | 24ª    | 25ª    | 26ª    | 27ª    | 28ª    | 29ª    | 30ª    |    |  |

#### Classifica in divenire
|            | 1ª | 2ª | 3ª | 4ª | 5ª | 6ª | 7ª | 8ª | 9ª | 10ª | 11ª | 12ª | 13ª | 14ª | 15ª | 16ª | 17ª | 18ª | 19ª | 20ª | 21ª | 22ª | 23ª | 24ª | 25ª | 26ª | 27ª | 28ª | 29ª | 30ª |
|            |    |    |    |    |    |    |    |    |    |     |     |     |     |     |     |     |     |     |     |     |     |     |     |     |     |     |     |     |     |     |
| ---------- | -- | -- | -- | -- | -- | -- | -- | -- | -- | --- | --- | --- | --- | --- | --- | --- | --- | --- | --- | --- | --- | --- | --- | --- | --- | --- | --- | --- | --- | --- |
| Ascoli     | 2  | 2  | 4  | 4  | 5  | 5  | 6  | 6  | 6  | 6   | 6   | 7   | 7   | 8   | 8   | 10  | 10  | 11  | 12  | 14  | 15  | 16  | 18  | 18  | 18  | 18  | 19  | 21  | 23  | 24  |
| Atalanta   | 0  | 0  | 0  | 2  | 3  | 4  | 4  | 4  | 5  | 5   | 7   | 7   | 8   | 8   | 10  | 12  | 12  | 12  | 13  | 13  | 13  | 14  | 16  | 16  | 17  | 17  | 19  | 19  | 21  | 21  |
| Avellino   | 2  | 2  | 3  | 5  | 6  | 7  | 8  | 8  | 9  | 9   | 10  | 12  | 13  | 13  | 13  | 13  | 14  | 14  | 15  | 17  | 18  | 20  | 21  | 21  | 23  | 23  | 24  | 26  | 28  | 30  |
| Brescia    | 0  | 0  | 1  | 1  | 1  | 3  | 3  | 3  | 4  | 6   | 6   | 8   | 9   | 10  | 11  | 11  | 11  | 11  | 13  | 14  | 14  | 16  | 16  | 18  | 19  | 21  | 21  | 22  | 22  | 22  |
| Como       | 1  | 2  | 4  | 6  | 7  | 8  | 9  | 10 | 11 | 12  | 14  | 14  | 14  | 14  | 15  | 16  | 16  | 17  | 17  | 17  | 19  | 20  | 20  | 22  | 22  | 23  | 24  | 25  | 26  | 26  |
| Empoli     | 2  | 4  | 4  | 4  | 4  | 4  | 4  | 4  | 6  | 6   | 8   | 8   | 9   | 11  | 12  | 12  | 14  | 14  | 15  | 17  | 17  | 18  | 18  | 18  | 19  | 20  | 21  | 21  | 21  | 23  |
| Fiorentina | 0  | 2  | 3  | 3  | 4  | 5  | 5  | 5  | 7  | 9   | 9   | 9   | 9   | 11  | 11  | 13  | 13  | 15  | 15  | 16  | 16  | 17  | 18  | 20  | 21  | 22  | 22  | 23  | 24  | 26  |
| Inter      | 0  | 2  | 3  | 5  | 6  | 8  | 9  | 10 | 12 | 13  | 14  | 16  | 18  | 20  | 20  | 22  | 24  | 26  | 26  | 26  | 26  | 28  | 30  | 31  | 33  | 35  | 37  | 37  | 37  | 38  |
| Juventus   | 2  | 4  | 6  | 7  | 8  | 10 | 11 | 12 | 12 | 14  | 14  | 16  | 16  | 18  | 19  | 21  | 22  | 24  | 25  | 27  | 28  | 28  | 30  | 30  | 31  | 33  | 34  | 36  | 37  | 39  |
| Milan      | 0  | 0  | 2  | 3  | 4  | 6  | 8  | 10 | 10 | 12  | 13  | 14  | 16  | 18  | 19  | 19  | 21  | 23  | 24  | 26  | 28  | 28  | 29  | 29  | 29  | 31  | 31  | 33  | 34  | 35  |
| Napoli     | 2  | 3  | 4  | 6  | 8  | 9  | 11 | 12 | 14 | 16  | 17  | 18  | 20  | 20  | 22  | 24  | 26  | 28  | 30  | 31  | 33  | 34  | 34  | 36  | 37  | 37  | 39  | 40  | 41  | 42  |
| Roma       | 1  | 3  | 4  | 4  | 6  | 8  | 8  | 10 | 12 | 12  | 14  | 15  | 15  | 16  | 18  | 18  | 21  | 23  | 25  | 26  | 28  | 29  | 31  | 31  | 32  | 32  | 33  | 33  | 33  | 33  |
| Sampdoria  | 2  | 2  | 2  | 3  | 3  | 3  | 5  | 7  | 9  | 10  | 12  | 12  | 14  | 14  | 15  | 15  | 17  | 18  | 19  | 20  | 22  | 23  | 25  | 27  | 28  | 30  | 31  | 33  | 33  | 35  |
| Torino     | 2  | 3  | 3  | 3  | 5  | 5  | 7  | 9  | 9  | 9   | 10  | 10  | 12  | 13  | 15  | 15  | 17  | 18  | 18  | 18  | 18  | 19  | 20  | 21  | 22  | 22  | 23  | 24  | 26  | 26  |
| Udinese    | -9 | -8 | -7 | -5 | -4 | -4 | -3 | -1 | -1 | 0   | 0   | 2   | 3   | 4   | 5   | 5   | 5   | 5   | 6   | 6   | 8   | 8   | 8   | 10  | 11  | 12  | 12  | 14  | 14  | 15  |
| Verona     | 0  | 2  | 3  | 4  | 5  | 6  | 8  | 10 | 10 | 12  | 13  | 15  | 16  | 16  | 18  | 20  | 20  | 20  | 21  | 23  | 24  | 25  | 25  | 27  | 29  | 31  | 32  | 34  | 35  | 36  |

#### Primati stagionali
- Maggior numero di partite vinte: 15 (Inter, Napoli)
- Minor numero di partite perse: 3 (Napoli)
- Massimo dei pareggi: 16 (Como)
- Minor numero di partite vinte: 5 (Como)
- Maggior numero di partite perse: 16 (Atalanta)
- Minimo dei pareggi: 7 (Atalanta, Empoli)
- Miglior attacco: 42 (Juventus)
- Miglior difesa 17 (Inter)
- Miglior differenza reti: 20 (Napoli)
- Peggior attacco: 13 (Empoli)
- Peggior difesa: 41 (Udinese)
- Peggior differenza reti: −20 (Empoli)
- Partita con più reti segnate: Udinese-Avellino 2-6 (8)
- Partita con maggiore scarto di reti: Ascoli-Juventus 0-5 (5)

### Individuali

#### Classifica marcatori
| Gol | Rigori |  | Giocatore              | Squadra    |
| --- | ------ |  | ---------------------- | ---------- |
| 17  | 2      |  | Pietro Paolo Virdis    | Milan      |
| 12  |        |  | Gianluca Vialli        | Sampdoria  |
| 11  | 1      |  | Alessandro Altobelli   | Inter      |
| 10  |        |  | Ramón Díaz             | Fiorentina |
| 10  | 3      |  | Diego Armando Maradona | Napoli     |
| 10  |        |  | Aldo Serena            | Juventus   |
| 8   |        |  | Andrea Carnevale       | Napoli     |
| 8   |        |  | Preben Elkjær Larsen   | Verona     |
| 8   | 1      |  | Wim Kieft              | Torino     |
| 7   |        |  | Francesco Graziani     | Udinese    |
| 7   | 2      |  | Tullio Gritti          | Brescia    |
| 7   | 5      |  | Marino Magrin          | Atalanta   |
| 7   |        |  | Lionello Manfredonia   | Juventus   |

### Media spettatori
Media spettatori della Serie A 1986-87: 33.087
| Club       | Pos. | Media  |
| ---------- | ---- | ------ |
| Napoli     | 1    | 72.714 |
| Milan      | 2    | 66.210 |
| Inter      | 3    | 53.215 |
| Roma       | 4    | 49.138 |
| Juventus   | 5    | 35.554 |
| Fiorentina | 6    | 31.844 |
| Torino     | 7    | 28.141 |
| Verona     | 8    | 27.316 |
| Sampdoria  | 9    | 26.655 |
| Udinese    | 10   | 25.248 |
| Brescia    | 11   | 23.597 |
| Avellino   | 12   | 23.375 |
| Atalanta   | 13   | 22.693 |
| Empoli     | 14   | 14.819 |
| Como       | 15   | 14.438 |
| Ascoli     | 16   | 14.421 |